# بوناتية
البوناتية (الاسم العلمي: Bonnetia) هي جنس من النباتات تتبع فصيلة البوناتية من رتبة الملبيغيات. وضع الاسم تكريماً لعالم الطبيعة والفيلسوف السويسري تشارلز بونات (بالإنجليزية: Charles Bonnet)‏.

## أنواع البوناتية
- بوناتية بوليفارية
- بوناتية حزيمية
- بوناتية رورايمية
- بوناتية سميكة
- بوناتية سنانية الأوراق
- بوناتية عثكولية
- بوناتية قرمزية
- بوناتية قلبية الأوراق
- بوناتية كوبية
- بوناتية لاطئة
- بوناتية ماغوايرية
- بوناتية متعددة العروق
- بوناتية مخططة
- بوناتية ملتبسة
- بوناتية ورداكية